# I'm All Yours
I'm All Yours è un brano musicale del cantante britannico Jay Sean, pubblicato come primo singolo estratto dall'album Worth It All released il 18 aprile 2012. Il brano figura la collaborazione del rapper Pitbull, ed era stato annunciato dallo stesso Sean in occasione del party organizzato dalla Cash Money Records prima dei Grammy Awards nel febbraio 2012.
Il video musicale prodotto per il brano è stato girato a Miami ed è stato diretto da Gil Green che in precedenza aveva lavorato con Jay Sean per il video del 2009 Do You Remember.

## Tracce
Download digitale
1. I'm All Yours feat. Pitbull - 3:36